# Джон Джуберт
Джон Джозеф Джуберт IV (2 липня 1963 — 17 липня 1996) — американський серійний вбивця, страчений у Небрасці. Його засудили за вбивство трьох хлопчиків у штатах Мен і Небраска.

## Дитинство
Батьки Джубера розлучилися, коли йому було шість років, він залишився з матір'ю та жив у Лоуренсі, штат Массачусетс. Йому не дозволяли відвідувати батька, і він почав ненавидіти свою контролюючу матір. У 1974 році вона перевезла сім'ю у Портленд, штат Мен.
У 1971 році мати Джубера перевезла їх із колишнього будинку в занедбану квартиру. У той час його вважали ізгоєм у школі, і він намагався компенсувати це почуття ізоляції, приєднавшись до Cub Scouts. Приблизно в цей час свої фантазії про садизм і вбивства він проєктує на незнайомців на вулицях, з елементами зв'язування та затискання рота тим, хто чинив йому опір. В одному із пізніших психіатричних висновків він говорив, що отримував задоволення від думок про те, як його жертви говорили: «Якщо ти збираєшся це зробити, покінчи з цим».
У 13 років він вдарив дівчинку олівцем і відчув сексуальне збудження, коли вона плакала від болю. Наступного дня він взяв лезо бритви й порізав іншу дівчину, коли проїжджав повз неї на велосипеді. Його так і не спіймали ні за один з нападів. В іншому випадку він побив і ледь не задушив іншого хлопця. Він насолоджувався силою знущань і почав колоти інших.
Джубер навчався у школі ім. Шеверю у Портленді, яку закінчив у 1981 році.

## Вбивства
22 серпня 1982 року 11-річний Річард «Рікі» Стетсон вийшов з дому на пробіжку по стежці Бек Коув довжиною 3,5 милі у Портленді, штат Мен. Коли він не повернувся до темряви, батьки викликали поліцію. Наступного дня водій побачив тіло хлопчика на узбіччі міжштатної автомагістралі 295. Виявили, що нападник намагався роздягнути його, а потім ударив ножем і задушив. Підозрюваного у вбивстві заарештували, але його зуби не збігалися зі слідом укусу на тілі Стетсона, тому його звільнили після півтора року ув'язнення. До січня 1984 року у справі не було жодних додаткових зачіпок.
Денні Джо Еберле, 13 років, зник під час доставлення газети «Омаха ворлд-гералд» у неділю, 18 вересня 1983 року, у Белв'ю, штат Небраска. Його брат, який також розносив газети, не бачив його, але він згадав, що попередні дні за ним їхав білий чоловік у коричневій машині. Встановили, що Еберле за своїм маршрутом доставив лише три з 70 газет. За адресою його четвертої доставки знайшли його велосипед разом з іншими газетами. Здавалося, жодних ознак боротьби не було. Пізніше Джуберт описав, як він підійшов до Еберле, вихопив ніж і закрив рукою рот хлопчика. Він наказав Еберле слідувати за ним до його вантажівки та відвіз до гравійної дороги за містом.
Після триденних пошуків тіло Еберле знайшли у високій траві вздовж гравійної дороги приблизно у 6 км від його велосипеда. Його роздягнули до спідньої білизни, ноги та руки були зв'язані, а рот заклеєний пластиром. Ножові рани на його тілі свідчать про те, що перед смертю його катували. Крім того, Джубер завдав йому дев'ять ударів ножем. Як викрадення, злочин підпадав під юрисдикцію федерального уряду США, тому залучили ФБР.
Розслідування велося за кількома напрямками, включно з молодим чоловіком, якого заарештували за розбещення двох хлопчикив приблизно через тиждень після злочину. Він не пройшов перевірку на поліграфі та мав хибне алібі, але не відповідав профілю вбивці, створеному ФБР. Його відпустили через відсутність доказів. Допитали й інших відомих педофілів цього району, але справу закрили через брак доказів.
2 грудня 1983 року Крістофер Волден, 12 років, зник у Папіліоні, штат Небраска, приблизно у 5 км, де знайшли тіло Еберле. Свідки знову сказали, що бачили білого чоловіка в коричневому автомобілі. Джуберт розповів, що під'їхав до Волдена, коли той йшов, показав піхви свого ножа й наказав сісти в машину.
Доїхавши до залізничних колій за містом, він наказав Волдену роздягнутися до спідньої білизни, що той і зробив, але Волден відмовився лягти. Після короткої боротьби Джуберт здолав його, а потім вдарив ножем. Джуберт перерізав хлопцю горло так, що ледь не відтяв голову. Тіло Волдена знайшли через два дні у 8 км від міста. Попри схожість злочинів, були й відмінності. Волдена не зв'язали, його краще сховали, і вважалося, що його вбили одразу після викрадення.

## Арешт
11 січня 1984 року вихователька дошкільного закладу в районі вбивств зателефонувала в поліцію та повідомила, що бачила молодого чоловіка за кермом у цьому районі. Існують суперечливі історії щодо того, що трапилося — чи водій у машині забарився, чи просто роз'їжджав. Водій помітив, що вихователька записала його номерний знак, він зупинився та почав погрожувати, а потім втік. Автомобіль не був жовтувато-коричневим, але його відстежили та з'ясували, що його орендував Джон Джуберт, рядовий технік РЛС з авіабази Оффутт. З'ясувалося, що його власний автомобіль — коричневий Chevrolet Nova седан — на ремонті.
Був виданий ордер на обшук, і в його кімнаті знайшли мотузку, подібну до тієї, якою зв'язали Денні Джо Еберле. ФБР виявило, що незвичайну мотузку виготовляли для військових США в Південній Кореї. Під час допиту Джуберт зізнався, що отримав її від вожатого в загоні, в якому він був помічником.
Роберт К. Ресслер, головний профайлер ФБР на той час, мав доступ до інформації про двох хлопчиків у Небрасці та розробив гіпотетичний опис, який збігався з Джубертом у всіх аспектах. Представляючи справу двох хлопчиків зі штату Небраска на навчальному занятті в академії ФБР у Квантіко, офіцер поліції з Портленда, штат Мен, помітив схожість із випадком у його юрисдикції, коли Джуберт жив там до того, як почав працювати на авіабазі. Порівняння слідів укусів довело, що Джуберт відповідальний за вбивства в Мені, на додаток до вбивст у Небрасці. Ресслер і слідчі штату Мен прийшли до висновку, що Джуберт приєднався до військових, щоб втекти з Мен після вбивства хлопчика Стетсона.
Подальше розслідування в штаті Мен виявило два злочини між пораненням олівцем дев'ятирічної дівчинки у 1979 році та вбивством Стетсона у 1982 році. У 1980 році розслідування Ресслера показало, що Джуберт порізав дев'ятирічного хлопчика та вчительку, якій було близько двадцяти років, обидва «були доволі сильно порізані, і їм пощастило залишитися живими».

## Суди й апеляції
Джуберт зізнався у вбивстві двох хлопчиків і 12 січня йому висунули звинувачення у цих злочинах. Після першого невизнання себе винним, потім він визнав свою провину. Провели кілька психіатричних експертиз Джуберта. Згідно з однією з них він мав обсесивно-компульсивний розлад, садистські нахили та шизоїдну акцентуацію:13.
Виявилося, що на момент скоєння злочину у нього не було психозу. Колегія з трьох суддів засудила його до смертної кари за обома пунктами. Джуберта також засудили до довічного ув'язнення в штаті Мен (де не було смертної кари) у 1990 році за вбивство Рікі Стетсона після того, як виявили, що зуби Джуберта збігаються зі слідом укусу.
У 1995 році Джуберт подав клопотання до федеральних судів США про застосування habeas corpus. Його адвокати стверджували, що обтяжуючий фактор «виняткової розбещеності» був неконституційним. Суд погодився, і штат Небраска подав апеляцію до окружного суду США по округу Небраска. Вони скасували апеляцію, заявивши, що він демонстрував садистську поведінку, катуючи Еберле та Волдена.
Джуберта стратили 17 липня 1996 року штатом Небраска на електричному стільці. Він став другою людиною, страченою у Небрасці з моменту відновлення смертної кари у штаті у 1973 році. Перед стратою Джуберт зробив останню заяву, в якій перепросив за вбивства: «Я просто хочу сказати, що ще раз вибачаюся за те, що я зробив. Я не знаю, чи моя смерть щось змінить і чи принесе комусь спокій. І я просто прошу родини Денні Еберле, Крістофера Волдена та Річарда Стетсона спробувати знайти спокій і попросити людей Небраски пробачити мені. Ось і все». Його остання трапеза складалася з піци із зеленим перцем і цибулею, полуничного чизкейка та чорної кави.
Під час розгляду апеляції до Верховного суду штату Небраска щодо того, чи є електричний стілець у штаті Небраска жорстоким і незвичайним покаранням, з'ясувалось, що під час страти Джуберт отримав чотиридюймовий пухир на маківці голови та пухирі з обох боків голови над вухами.